# Константин ап Кономор
Константин ап Кономор (корн. Constantin ap Conomor; 411—443) — король Думнонии (435—443).
Константин был сыном короля Кономора ап Тутвала, после смерти которого в 435 году унаследовал престол Думнонии. Возможно, Константин был убит Вортигерном. После его смерти от Думнонии на западе откололось королевство Корнубия, где стал править Мерион ап Константин, а на престол Думнонии взошёл его брат Эрбин.